# Nord SS.10
Le SS.10, pour « Sol-Sol 10 », est le premier missile antichar, de fabrication française, développé et produit par les sociétés Nord-Aviation et Aérospatiale. Adopté par l'armée française mais également par celle des États-Unis, il fut produit à environ 30 000 exemplaires.
Entré en service en 1955, il fut le premier missile antichar opérationnel du monde.

## Historique
Le SS 10 est le premier missile antichar français. Très largement inspiré d'un projet allemand de la Seconde Guerre mondiale, le X7,, l'étude du SS 10 désigné à l'origine Ars 5201 débute en 1948 à l'Arsenal de l'aéronautique à Châtillon par Jean Bastien-Thiry. Sa production commence dans cette même ville à partir de 1952 mais est reprise par les établissements de Bourges dès 1958.
Il fait l’objet, en mai 1951, d’une commande de 500 exemplaires par l’armée de Terre française, pour une expérimentation tactique commencée en avril 1952 avant son entrée en service. 
En 1969, il n'est plus en dotation dans l’armée française.

## Description
Le missile SS 10 est un engin doté d'une charge creuse capable de percer 500 mm d'acier, c'est-à-dire l'ensemble des blindages de l'époque. Propulsé par deux étages à poudre, il est piloté aérodynamiquement au moyen de volets, des spoilers, situés à la base des bords de fuite des ailes qui sont mus par des électroaimants. La puissance électrique et les ordres de pilotages sont transmis au missile via deux fils de guidage tandis qu'un gyroscope embarqué détermine le spoiler à actionner du fait du vol en autorotation du missile.
Le missile, qui peut être tiré soit du sol soit d'un véhicule, doit être téléguidé vers sa cible jusqu'à l'impact au moyen d'un boîtier muni d'une manette mise en œuvre par un opérateur.

## Utilisateurs
Le SS 10 a été produit à environ 30 000 exemplaires, dont un premier lot de 500 vendus en juin 1952 aux États-Unis pour essais. 
- France
- Israël
- USA : Service opérationnel entre 1960 et début 1963 après l'échec du programme SSM-A-23 Dart.

Le missile équipa notamment la 10e division parachutiste lors de l'opération Mousquetaire, qui se déroula en novembre et décembre 1956 en Égypte, dans le cadre de la crise du canal de Suez.

## Sources et bibliographie
- Ouvrage collectif, Mémoire d'usine : 1924-1985 - 60 ans à la production d'avions et d'engins tactiques, Société Européenne des Arts Graphiques, 1985 (ISBN 2 86738 086 3)
- Roland Narboux, De Hanriot à l'aerospatiale - L'histoire des avions et des missiles à Bourges et dans le Cher 1910 - 1990, Imprimerie Tardy Quercy SA, 1990.
- Ouvrage collectif, L'épopée aérospatiale à Bourges - L'album photographique 1928 - 1996, Imprimerie Color 36, 2007,  (ISBN 978-2-9529002-0-1)